# Kékfarkú fényfácán
A kékfarkú fényfácán vagy kínai fényfácán (Lophophorus lhuysii) a madarak osztályának tyúkalakúak (Galliformes) rendjébe és a fácánfélék (Phasianidae) családjába tartozó faj. A fényfácánok legritkább faja.

## Elnevezése
Nevét egy korábbi francia külügyminiszter, Edmond Drouyn de Lhuys tiszteletére kapta.

## Előfordulása
Kína középső részén, a  Szecsuan tartomány északi és északnyugati részében levő magashegységekben honos.
3300 és 4200 méteres magasság között él, hegyvidéki rododendronerdők és hegyvidéki rétek lakója.

## Megjelenése
A hím testhossza 80 centiméter, testtömege 3600 gramm, a tojó 76 centiméter hosszú. A kakas, mint a másik két fényfácánfaj kakasa is tündöklő, fémesen csillogó tollruhát visel. Feje zöld, feje tetején biborszínű bóbitát hord. Arca kékes. Nyaka rézfényű, háta és farka bíboros fényű vagy zöldes.
A tojó eléggé jellegtelen színű, szürkés vagy vörösesbarna, háta fehér, farka vöröses.

## Szaporodása
Fészekalja 3-5 tojásból áll, melyen 28 napig kotlik.

## Természetvédelmi helyzete
A kékfarkú fényfácán Kína egyik legritkább madara. Kizárólag egy 69 000 km² méretű körülhatárolt területen él, ahol nagyjából 20 000 egyede élhet. Elsősorban az élőhelyét jelentő erdők irtása veszélyezteti. Emellett a fő tápláléknövényét, a Frittilaria nemzetségbe sorolt kockásliliomokat, mint tradicionális kínai gyógynövényeket nagy mennyiségben gyűjtik, ami szintén nem tesz jót a faj állományainak. Olykor ritkasága ellenére a hegyvidéken élők a fajt húsa miatt is vadásszák.

## Külső hivatkozások
- Képek az interneten a fajról
- Internet Bird Collection - videók a fajról